# Baugnies
Baugnies is een dorp in de Belgische provincie Henegouwen en een deelgemeente van de Waalse stad Péruwelz. Baugnies was een zelfstandige gemeente tot die bij de gemeentelijke herindeling van 1977 toegevoegd werd aan de gemeente Péruwelz.

## Bezienswaardigheden
- De Sint-Niklaskerk is een classicistisch kerkgebouw van 1735, uitgevoerd in baksteen en kalksteen. Oudere delen in gotische stijl, uit de 16e eeuw, zijn nog in de kerk te vinden.

## Natuur en landschap
Baugnies ligt aan de TGV-lijn van Brussel naar Parijs. De hoogte bedraagt 49 meter.

## Demografische ontwikkeling
- Bron: NIS; Opm:1831 t/m 1970=volkstellingen; 1976=inwoneraantal op 31 december

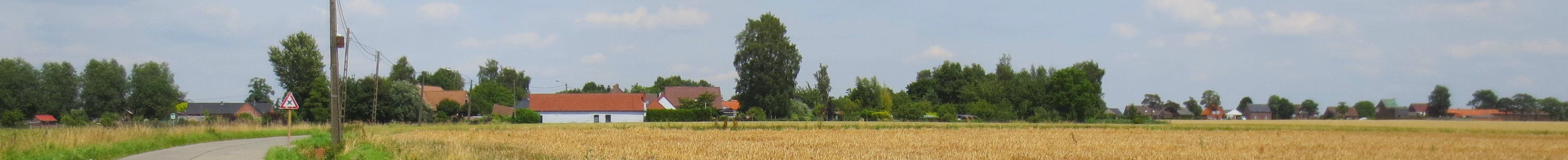
Baugnies

## Nabijgelegen kernen
Wasmes, Vezon, Barry, Pipaix, Braffe